# El Sureño
El Sureño es un periódico argentino publicado en Tierra del Fuego. Fue fundado en 1991 y actualmente es propiedad de Fagon SRL.
Es el medio de mayores ventas en la provincia. Fue declarado de interés público municipal en 2017 por el Concejo Deliberante de Río Grande. Su director actual es Oscar A. González.
Su administración se encuentra en 9 de Julio 431, Río Grande.

## Alcance
El periódico se distribuye en la provincia argentina de Tierra del Fuego, principalmente en la ciudad de Río Grande.

## Secciones
El diario publica contenidos sobre:
- Sociedad
- Política
- Policiales
- Deportes

En los años 1992, 1995, 1997, 1999, 2001, 2012, 2014 y 2015, publicó suplementos especiales en conmemoración del aniversario de la creación de la Provincia de Tierra del Fuego.

## Denuncias por censura
En 2012, Fernando Medina, un periodista de El Sureño, renunció tras denunciar censura interna por parte del periódico. Había realizado una investigación sobre irregularidades en el manejo de los fondos de la ciudad de Río Grande, en la que daba cuenta de un sobrecosto en un evento deportivo realizado por el municipio.
En 2016, Diego Salazar, un cronista del diario, fue intimidado por miembros del Sindicato de Camioneros luego de tomar fotos de los incidentes en un acto organizado por Cristina Fernández de Kirchner en Río Grande.